# St-Martin (Langrune-sur-Mer)

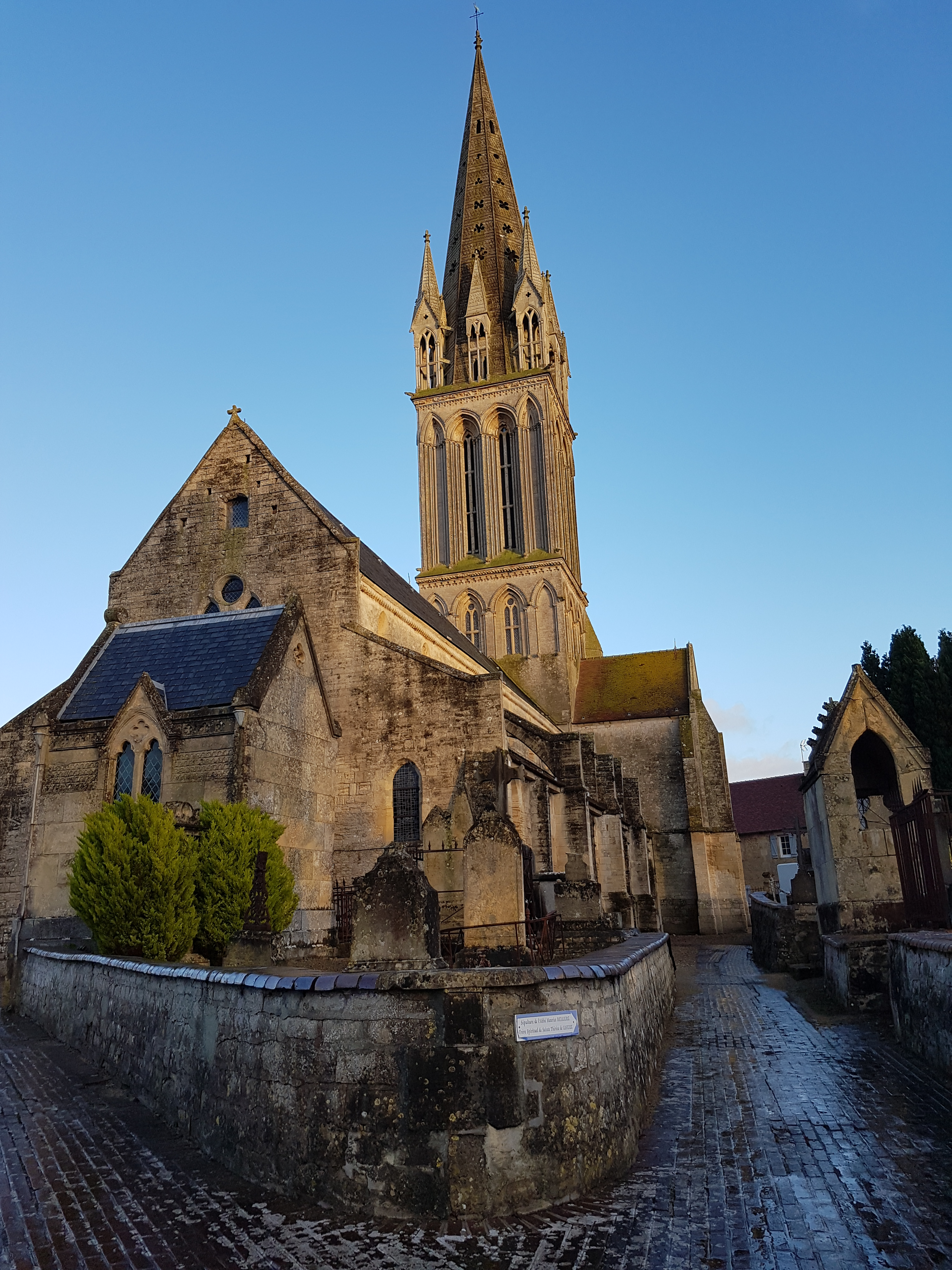
Saint-Martin in Langrune-sur-Mer, Normandie

Die römisch-katholische Pfarrkirche St. Martin liegt in Langrune-sur-Mer im Département Calvados in der Normandie. Sie wurde im 13. Jahrhundert errichtet und dem heiligen Martin von Tours geweiht. Die Kirche ist dem Bistum Bayeux zugeordnet. Seit 1840 steht das Kirchengebäude unter Denkmalschutz.

## Geschichte
Der Beginn des Baus der Kirche ist nicht gesichert, könnte aber bereits im 12. Jahrhundert liegen. Laut Inschriften im Inneren der Kirche ist die Fertigstellung mit 1298 angegeben. Arcisse de Caumont zufolge stammen das Portal, das Kirchenschiff, der Chor und die erste Ebene des Kirchturms stammen aus dem 13. Jahrhundert.
Der Kirchturm wurde über die Jahrhundert einige Male vom Blitz getroffen, wobei die Kirchturmspitze 1640 zerstört wurde. In Caumonts Zeichnung der Kirche von 1846 fehlen sowohl die vier Dachgauben und als auch die vier Fialen des Kirchturms, die erst 1904 bis 1907 wiederhergestellt wurden. Im Zuge der Landung in der Normandie wurde die Kirche erneut beschädigt.
1932 wurden die Überreste des heiligen Sankt Helidor, der um 820 starb, nach St. Martin überführt, wodurch sich die Kirche auch zur Pilgerstätte entwickelte. Die Schäden aus dem Zweiten Weltkrieg wurden 1968 wieder beseitigt.

## Architektur
Die Kirche hat die Umrisse eines lateinischen Kreuzes. Das nach Westen ausgerichtete Hauptportal ist mit einem Giebeldach und einer halbrunden Öffnung überdacht.
Der Chorabschluss besteht aus einer fünfseitigen Apsis. Über der Vierung ist im Inneren nur der erste Stock des Kirchturms sichtbar. Von Außen gesehen setzt sich der Turm in sehr hohen Doppelfenstern fort, der Dachhelm ist mit acht Turmzinnen geschmückt.